# Ibadisme
Ibadisme eller ibadiyya er en retning indenfor islam på linje med sunnisme og shiisme. Ibadimuslimer findes primært i Oman, hvor de udgør ca. tre fjerdedele af omanerne, og derudover på Zanzibar og i Algeriet, Libyen og Tunesien. I alt anslås det, at der er knap 3 millioner ibadimuslimer i hele verden, heraf en kvart million udenfor Oman.
Vestlige historikere og de fleste muslimer opfatter ibaditterne som efterkommere af khariji-sekten, der udskilte sig fra de øvrige muslimer i 600- og 700-tallet. Ibaditterne selv afviser dog en sådan direkte nedstamning fra kharijierne og mener blot, at de to grupper udviklede sig fra de samme forløbere.
Ibaditternes praktisering af deres tro er beskrevet som puritansk, men samtidig som moderat og tolerant overfor andre opfattelser og religioner. Ifølge et studie fra forsvarsakademiet er ibadi-retningen karakteriseret ved tolerance og mulighed for folkevalgte imamer.
Allerede i 700-tallet blev der etableret et ibaditisk imamat i Oman, og i perioden ca. 776-909 herskede et ibaditisk dynasti kaldet rustamiderne i et område i Maghreb.